# Андреевка (Вольнянский район)
Андреевка (укр. Андріївка) — село,
Михайловский сельский совет,
Вольнянский район,
Запорожская область,
Украина.
Код КОАТУУ — 2321584002. Население по переписи 2001 года составляло 9 человек.

## Географическое положение
Село Андреевка находится на левом берегу реки Днепр, выше и ниже по течению село окружают заливы. К селу примыкают массивы садовых участков.

## История
1777 год — дата основания.
Слобода Андреевка, у Днепра, на левой стороне по течению его, при речке Волнянке, многолюдная, при одноштатном церковном причте, находится Александровского уезда в 1-м благочинническом округе.
O местности этой, в древние времена, нам ничего не известно. Сведения наши о ней начинаются с 1776 года.
В 1777 году получив эту местность, на пространстве 12-ти тысяч десятин земли, в ранговую дачу, с тем непременным условием, чтобы заселить её народом семейным и оседлым, вольным и свободным, из мест дозволенных, Полтавского пикинёрного полка полковник Андрей Яковлевич Леванидов и сам лично и чрез уполномоченных агентов все силы напрягал к тому, чтобы поскорее осадиш здесь слободу из семейного народа; но ничто не помогало: несмотря на все житейские удобства, на богатства и плодородность местности, народ избегал дикой и глухой степной пустыни. Только в сентябре 1779 года сидевший тут издавна зимовником престарелый запорожец Остап (Евстафий) Велегура, радеё Леванидову, из Сорочинских и Кобелякских дач перевел сюда несколько семейств свободного народа, осадил ими слободу Андреевку и для привлечения семейного народа к оседлости, убедил Леванидова немедленно устроить в слободе церковь и пригласить священника. По настоянию Велегуры, Леванидов, стоявший в это время с своим полком в Новоселице (в Новомосковске), вблизи Самарского монастыря, в начале октября 1779 года выслал в новоосаженную слободу Андреевку иеромонаха Самарского монастыря для совершения в слободе общественных молитвословий и исправления христианских треб в народе и начал заботиться о построении первой церкви в слободе Андреевке. Отмежевав 120 десятин земли для священно церковнослужителей будущей церкви и закрепив   её   законным   порядком, Леванидов   план   и   межевый лист на эту землю препроводил к Азовскому губернатору Черткову и просил его ходатайства у епархиального Начальства о дозволении устроить в новой слободе Андреевке церковь в честь Успения Божией Матери; при сем Леванидов приложил собственноручную подписку в том, что, всегда в слободе устроится церковь, как он сам, так и будущие по нем дети его, все родственники и свойственники принимают на себя обязательство заботиться о поддержании и благолепии своей церкви, будут снабжать её иконами и книгами, утварьми и облачениями и не допустят её до обветшалости и оскудения. Губернатор Чертков, препровождая все эти бумаги к преосвященному Никифору, архиепископу Славенскому и Херсонскому, от 30 апреля 1780 года писал: «Полтавского пикинёрном полка господин полковник и кавалер Леванидов, поданным ко мне доношением изъявляя, что в новозаселяемой им на отведенной вверенной мне Азовской губернии в Александровском уезде между рек Днепра и Волнянки даче, состоящей в двенадцати тысячах десятин, в слободе Андреевке, имеется в заселении, как и по справке в Азовской губернской Канцелярии явилось, муж. 70, жен. 72, а всего обоего пола 142 души, да и сверх того, чрез нынешнюю весну и лето надеется умножить их гораздо более, по причине, что там в близости церквей нет, и они чрез то в преподаянии христианских треб претерпевают крайнюю нужду, просил о даче ему на заложение в оной слободе во имя Успения Пресвятые Богородицы церкви позволения, к Вашему Высокопреосвященству о сообщении; а как и мне совершенно известно, что близ той его г. полковника и кавалера слободы Андреевки таковых селений, в которых бы имелись церкви, кроме, что в Александровской крепости и здесь, в Екатеринославе, нет, следовательно потому тамошния поселения, в рассуждении не малого их количества, да что и впредь, как он уверяет, без сомнения они умножаемы будут, не имеют у себя церкви, и претерпевают в преподаянии им христианских треб нужду, сверх же того он г. полковник и кавалер, о содержании той церкви с положенными церковнослужителями в должном благолепии и обязательство дал; по силе которого как надлежащее число для священника и церковнослужителей, 120 десятин земли от губернии уже отмежевано, так и на утвердительное оною для церкви владение дан план, который и должен храниться на всегда при церкви; то в рассуждении сего препровождая при сем то обязательство оригиналом, покорнейше Ваше Высокопреосвященство прошу, о построении ему г. полковнику и кавалеру, в объявленной слободе его Андреевке, той во имя Успения Пресвятой Богородицы церкви, пожаловать Вашего Высокопреосвященства архипастырское благословение, во ожидании которого, да и всегда пребываю с совершенным повиновением и истинною преданностию». По рассмотрении всех этих бумаг, с надлежащими справками, в Славенской духовной Консистории 19 августа 1780 года состоялось определение о разрешении в новонаселенной владельческой слободе Андреевке устроить церковь в честь Успения Божией Матери. 22 августа 1780 года выдана была святительская благословительная грамота на закладку и сооружение оной. На основании сей грамоты, согласно просьбе и желанию Леванидова, Павловский протопоп Феодор Тисаревский уже на следующий год именно 27 июня 1781 года соборне, по церковному чиноположению, освятил в Андреевке место под церковь и положил закладку оной. Доношением от 23 июля 1781 года Леванидов просил преосвященного Никифора, дозволить ему под колокольнею строящейся церкви сделать иконостас и открыть особый придел, с приличною утварью, в честь св. апостола Андрея Первозванного. Преосвященный поручил Павловскому протоиерею Тисаревскому освидетельствовать колокольню и если место в ней окажется приличным для храма, то и заложить в ней придел во имя святого апостола Андрея Первозванного. Во исполнение сего распоряжения, Тисаревский свидетельствовал колокольню и, признав удобным и приличным быть здесь храму, 17 октября 1781 года, по церковному чиноположению, заложил в колокольне придел во имя святого Андрея Первозваннаго. Репортом от 16 ноября 1781 года Павловское духовное Правление доносило преосвященному Никифору, что сооружаемая в слободе Андреевке церковь и в колокольне её особый придел, постройками и работами совершенно окончены, утварьми и облачениями, иконами и книгами снабжены достаточно и вполне готовы к освящению. На основании сего доношения состоялось разрешение Епархиального Начальства, об освящении церкви и придела. Новоопределенный в Андреевку священник Исаия Голубовский, получил 26 ноября 1781 года святительскую благословительную грамоту и освященный антиминс, 2 декабря 1781 года соборне, по церковному чиноположению. Павловский протоиерей Федор Тисаревский в слободе Андреевке освятил новоустроенную церковь во имя Успения Божией Матери; а 4 апреля следующего 1782 года освятил и придел её во имя святого апостола Андрея Первозванного.
В январе 1798 года поручик Иван Петрович Варламов в прошении писал преосвященному Гавриилу, митрополиту Екатеринославскому: «Новороссийской губернии помещик Моисей Михайлович Иваненко, имея во владении своем в Павлоградском уезде, село Андреевку, намерен состоящую тамо приходскую двухпрестольную Успения Пресвятой Богородицы и святого апостола Андрея Первозванного церковь, разрушающуюся по причине неимения находящихся под оною подвалин, паче же по неудобности места, где оная церковь устроена, занесённого песком, так сильно, что даже вся оной церкви ограда находится в глубочайшем песку и нет ко отвращению оного никакого средства, перенесть на удобнейшее в том же селе для её место; почему и изверил мне испросить на то Вашего Высокопреосвященства благословение. В следствие сего Вашего Высокопреосвященства покорнейше прошу, оную церковь по крайней её обветшалости и по неудобности места, на коем она ныне состоит, дозволить перенесть и перестроить в тож именование на другом удобном месте, и о сем не оставить милостивейшею резолюциею».
По сему прошению преосвященный Гавриил, резолюциею от 19 января 1798 года благословил деревянную церковь в слободе Андреевке, обветшавшую и песком засыпанную, перенесть на другое удобнейшее место и заново перестроить. Того же 19 января 1798 года, из Новороссийской Консистории отправлен в Павлоградское духовное Правление указ об этом; а 31 марта того же 1798 года Новомосковский протоиерей Феодор Крупянский соборне, по надлежащему церковному чинопоследованию, в слободе Андреевке освятил новое место под церковь в прежнее именование, положил закладку на сооружение оной и на месте работ водрузил крест. 7 августа 1798 года, преосвященный Гавриил дал Новороссийской Консистории предложение следующего содержания: «Поелику состоящая Павлогорадского уезда в селе помещика титулярного советника Моисея Михайловича Иваненка – Андреевке двухпрестольная, Успения Пресвятой Богородицы и святого апостола Андрея Первозванного, церковь, по крайней её обветшалости и по причине занесения её песком, по дозволению нашему, в следствие прошения помещика, перенесена на другое удобнейшее место и ныне перестройкою вновь совсем уже окончена; для того Консистории нашей повелеваем, предписать Павлогорадского духовного Правления первоприсутствующему, протоиерею Феодору Крупянскому, оную церковь на имеющихся в ней старых святых антиминсах и в тож именование освятить по церковному чиноположению и потом репортовать нам».